# Leichtathletik-Weltmeisterschaften 2011/Teilnehmer (Portugal)
| Gelbes Symbol für Goldmedaillen mit stilisierten Olympischen Ringen | Graues Symbol für Silbermedaillen mit stilisierten Olympischen Ringen | Braundes Symbol für Bronzemedaillen mit stilisierten Olympischen Ringen |
| ------------------------------------------------------------------- | --------------------------------------------------------------------- | ----------------------------------------------------------------------- |
| —                                                                   | —                                                                     | —                                                                       |

Der portugiesische Leichtathletik-Verband stellte bei den Leichtathletik-Weltmeisterschaften 2011 im koreanischen Daegu 25 Teilnehmer.

## Ergebnisse

### Männer

#### Laufdisziplinen
| Athlet                                                              | Disziplin        | Vorlauf        | Vorlauf | Halbfinale    | Halbfinale    | Finale        | Finale        |
| Athlet                                                              | Disziplin        | Zeit           | Platz   | Zeit          | Platz         | Zeit          | Platz         |
| ------------------------------------------------------------------- | ---------------- | -------------- | ------- | ------------- | ------------- | ------------- | ------------- |
| Arnaldo Abrantes                                                    | 200 m            | 21,10 s        | 40      | ausgeschieden | ausgeschieden | ausgeschieden | ausgeschieden |
| Rui Silva                                                           | 5000 m           | 13:50,16 min   | 22      |               |               | ausgeschieden | ausgeschieden |
| Rui Silva                                                           | 10.000 m         |                |         |               |               | 28:48,62 min  | 11            |
| Jorge Paula                                                         | 400 m Hürden     | 49,82 s        | 21      | ausgeschieden | ausgeschieden | ausgeschieden | ausgeschieden |
| Alberto Paulo                                                       | 3000 m Hindernis | 8:22,41 min PB | 10      |               |               | 8:33,84 min   | 15            |
| João Vieira                                                         | 20 km Gehen      |                |         |               |               | 1:23:26 h     | 15            |
| Arnaldo Abrantes Ricardo Monteiro João Ferreira Yazaldes Nascimento | 4 × 100 m        | 39,09 s        | 15      |               |               | ausgeschieden | ausgeschieden |

#### Sprung/Wurf
| Athlet       | Disziplin      | Qualifikation | Qualifikation | Finale        | Finale        |
| Athlet       | Disziplin      | Weite/Höhe    | Platz         | Weite/Höhe    | Platz         |
| ------------ | -------------- | ------------- | ------------- | ------------- | ------------- |
| Edi Maia     | Stabhochsprung | NMH           | NMH           | ausgeschieden | ausgeschieden |
| Marcos Chuva | Weitsprung     | 8,10 m        | 6             | 8,05 m        | 10            |
| Nelson Évora | Dreisprung     | 17,20 m       | 2             | 17,35 m       | 5             |
| Marco Fortes | Kugelstoßen    | 20,32 m       | 8             | 20,83 m       | 5             |

### Frauen

#### Laufdisziplinen
| Athletin        | Disziplin        | Vorlauf     | Vorlauf | Halbfinale | Halbfinale | Finale          | Finale        |
| Athletin        | Disziplin        | Zeit        | Platz   | Zeit       | Platz      | Zeit            | Platz         |
| --------------- | ---------------- | ----------- | ------- | ---------- | ---------- | --------------- | ------------- |
| Vera Barbosa    | 400 m Hürden     | 56,31 s     | 21      | 57,70 s    | 24         | ausgeschieden   | ausgeschieden |
| Sara Moreira    | 3000 m Hindernis | 9:36,97 min | 11      |            |            | 9:47,87 min     | 12            |
| Jéssica Augusto | 10.000 m         |             |         |            |            | 32:06,68 min SB | 10            |
| Ana Dulce Félix | 10.000 m         |             |         |            |            | 31:37,03 min    | 8             |
| Marisa Barros   | Marathon         |             |         |            |            | 2:30:29 h       | 9             |
| Ana Cabecinha   | 20 km Gehen      |             |         |            |            | 1:31:36 h       | 6             |
| Susana Feitor   | 20 km Gehen      |             |         |            |            | 1:31:26 h       | 5             |
| Inês Henriques  | 20 km Gehen      |             |         |            |            | 1:32:06 h       | 9             |

#### Sprung/Wurf
| Athletin             | Disziplin      | Qualifikation | Qualifikation | Finale        | Finale        |
| Athletin             | Disziplin      | Weite/Höhe    | Platz         | Weite/Höhe    | Platz         |
| -------------------- | -------------- | ------------- | ------------- | ------------- | ------------- |
| Maria Leonor Tavares | Stabhochsprung | 4,25 m        | 25            | ausgeschieden | ausgeschieden |
| Naide Gomes          | Weitsprung     | 6,76 m        | 5             | 6,26 m        | 10            |
| Patrícia Mamona      | Dreisprung     | 13,59 m       | 27            | ausgeschieden | ausgeschieden |
| Vânia Silva          | Hammerwurf     | 65,40 m       | 25            | ausgeschieden | ausgeschieden |